# Зизифора Бунге
Зизифора Бунге (лат. Ziziphora bungeana) — вид растений рода Зизифора (Ziziphora) семейства Яснотковые (Lamiaceae).

## Ботаническое описание
Полукустарник высотой 20—50 см с сильным запахом.
Корневище деревянистое, извилистое, корень также деревянистый.
Стебли многочисленные, высотой 12—30 см, жестковатые, простые или ветвистые, густо одетые очень короткими, назад отогнутыми волосками.
Листья узколанцетные, ланцетные или яйцевидно-ланцетные, к обоим концам суженные, на верхушке острые или реже туповатые, цельнокрайные, с весьма явственными точечными железками; черешки густо опушенные очень короткими волосками. Прицветные листья мельче стеблевых.
Соцветия на верхушке стеблей или ветвей, головчатые, большей частью полушаровидные, рыхловатые, сравнительно немногоцветковые; цветоножки короткие или довольно длинные, чашечки большей частью сравнительно короткие и узкие, седоватые от густого опушения, с хорошо просвечивающими рассеянными точечными железками, зубцы острые. Венчик в 1,5 раза длиннее чашечки, розовый, с едва высовывающейся из чашечки трубкой и довольно крупным отгибом.
Плод сухой, из четырёх односемянных орешков.
Цветёт в июле—августе.

## Распространение и экология
Встречается в Алтайском крае, Иркутской области, Прибалхашье, на Тянь-Шане, Памиро-Алае и Копетдаге.
Произрастает на открытых скалистых местах, каменистых склонах, в разнотравно-злаковых степях.

## Значение и применение
Химический состав изучен недостаточно. Известно, что растение содержит эфирное масло (1,2—2,5 %), в состав которого входят пулегон, пинен, ментон.
В свежем состоянии листья и чашечки цветов обладают приятным запахом и вкусом, которые хорошо сохраняются и в сухом материале. Листья и тонкие стебли этого растения испытаны и одобрены как пряность при обработке рыбы.
Ценный медонос.

## Классификация
Вид Зизифора Бунге входит в род Зизифора (Ziziphora) подсемейство Котовниковые (Nepetoideae) семейства Яснотковые (Lamiaceae) порядка Ясноткоцветные (Lamiales).
|  |                                      |  |                                                             |                                                             |                      |  | ещё 14 семейств (согласно Системе APG II) | ещё 14 семейств (согласно Системе APG II) |                           |  |  |  | ещё более 80 родов | ещё более 80 родов |  |  |
|  |                                      |  |                                                             |                                                             |                      |  | ещё 14 семейств (согласно Системе APG II) | ещё 14 семейств (согласно Системе APG II) |                           |  |  |  | ещё более 80 родов | ещё более 80 родов |  |  |
|  |                                      |  |                                                             | порядок Ясноткоцветные                                      |                      |  |                                           |                                           | подсемейство Котовниковые |  |  |  |                    | вид Зизифора Бунге |  |  |
|  |                                      |  |                                                             | порядок Ясноткоцветные                                      |                      |  |                                           |                                           | подсемейство Котовниковые |  |  |  |                    | вид Зизифора Бунге |  |  |
|  | отдел Цветковые, или Покрытосеменные |  |                                                             |                                                             | семейство Яснотковые |  |                                           |                                           | род Зизифора              |  |  |  |                    |                    |  |  |
|  | отдел Цветковые, или Покрытосеменные |  |                                                             |                                                             |                      |  |                                           |                                           |                           |  |  |  |                    |                    |  |  |
|  |                                      |  | ещё 44 порядка цветковых растений (согласно Системе APG II) | ещё 44 порядка цветковых растений (согласно Системе APG II) |                      |  |                                           | еще 7 подсемейств                         | еще 7 подсемейств         |  |  |  | ещё около 8 видов  |                    |  |  |
|  |                                      |  |                                                             | ещё 44 порядка цветковых растений (согласно Системе APG II) |                      |  |                                           |                                           | еще 7 подсемейств         |  |  |  |                    |                    |  |  |